# Национален съюз на професионалните футболисти
Националният съюз на професионалните футболисти (на френски: Union nationale des footballeurs professionnels), съкратено НСПФ, е професионална асоциация на футболисти във Франция.
Основана на 16 ноември 1961 г. от юриста Жак Бертран и футболистите Йожен Н'Джо Лея и Жюст Фонтен. Най-големият профсъюз за френските професионални футболисти. Президент е Филип Пиа.
Всеки месец асоциацията награждава най-добрите футболисти в Лига 1 и Лига 2. От 1990 г. НСПФ организира през лятото тренировки за футболисти с изтекли договори, които нямат отбор.

## Президенти
- Жюст Фонтен (1961 – 1964)
- Мишел Идалго (1964 – 1969)
- Филип Пиа (1969 – )